# 吉诺·罗塞蒂
吉诺·罗塞蒂（義大利語：Gino Rossetti，1904年11月7日—1992年5月16日），意大利男子足球运动员，司职前锋。他曾代表意大利国家队参加1928年夏季奥林匹克运动会足球比赛，获得一枚铜牌。